# Пенни из штата Мэн

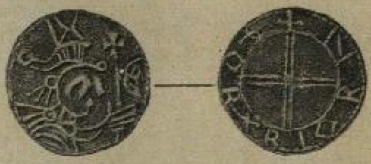
Монета времён Олафа III

Пенни из штата Мэн (англ. Maine penny) — норвежская серебряная монета времён правления норвежского короля Олафа III (1067—1093 годы). Монета была обнаружена в штате Мэн в 1957 году и является одной из самых известных находок эпохи доколумбовых плаваний в Америку.

## Обнаружение
Гай Меллгрен (англ. Guy Mellgren), местный житель и археолог-любитель, сообщил, что нашёл эту монету 18 августа 1957 года на археологическом памятнике Годдард в городе Бруклин штата Мэн. Этот обширный археологический участок находится на месте старого поселения коренных американцев на берегу залива Пенобскот. В статье журнала Time в 1978 году местом находки назвали индейскую мусорную кучу возле прибрежного города Блю-Хилл. Монета была передана Мэнскому музею в 1974 году.

## Монета
Бо́льшая часть обстоятельств обнаружения монеты не сохранилась в записях (как и в большинстве случаев археологических находок в регионе). Сначала монета была ошибочно идентифицирована как британский пенни XII века. В 1978 году эксперты из Лондона предположили, что она могла иметь норвежское происхождение. Сегодня принадлежность пенни к серебряным монетам Олафа III не вызывает сомнений.
Норвежский нумизмат Кольбьёрн Скоре из Университета Осло установил, что монета была отчеканена между 1065 и 1080 годами нашей эры и широко обращалась в XII и XIII веках. Пенни был найден с перфорацией, вероятно, для использования в качестве подвески. С тех пор эта часть монеты рассыпалась в пыль от коррозии.

## Происхождение
Археологический памятник Годдард датируется 1180—1235 годами, что соответствует периоду обращения пенни этого типа. Жившие в то время на этом месте индейцы считаются предками народа пенобскот. Монета датируется примерно двумястами годами позже последнего из описанных в норвежских сагах путешествий в Винланд (около 1000 года), однако в X—XV веках норвежцы жили в Гренландии и могли посещать Северную Америку.
Прибрежное происхождение пенни было предложено в качестве доказательства того, что древние скандинавы из Гренландии путешествовали дальше на юг, чем Ньюфаундленд, или что монета могла быть предметом местной торговли. Однако эта монета — единственная находка норвежского происхождения, найденная на территории памятника, которая, судя по многочисленным свидетельствам, являлась крупным центром торговли коренных народов. Находка на том же месте резца культуры Дорсет может подтвердить предположение, что и резец, и пенни могли попасть в Мэн по каналам местной торговли от норвежцев на Лабрадоре или Ньюфаундленде.
Веб-сайт Мэнского музея сообщает, что монета, вероятнее всего, была получена туземцами в другом месте, возможно, на Ньюфаундленде, где было найдено единственное известное поселение норвежцев в Америке, Л’Анс-о-Медоуз, и что в конечном итоге она попала в Годдард по каналам местной торговли. Музей также называет монету единственной подлинной доколумбовой находкой норвежского происхождения. Норвежский нумизмат Свейн Гулльбек также считает, что монета является подлинной находкой.
Есть также версии, что монета является современной подделкой. Эта и другие подобные монеты той эпохи были доступны на открытом рынке в 1957 году. Таким образом, у Меллгрена, местного жителя, который сообщил об обнаружении монеты, могли быть средства и возможность подбросить монету на место находки. Антрополог Эдмунд Карпентер заключил, что норвежское происхождение монеты «не доказано».
Американское нумизматическое общество в 2006 году заявило: «Нет достоверных документальных подтверждений происхождения монеты Годдарда, и многое косвенно свидетельствует о том, что кто-то намеренно пытался манипулировать ситуацией. Норвежскую монету из Мэна скорее следует считать мистификацией».